# José Luis Rodríguez (football)
Pour les articles homonymes, voir José Luis Rodríguez.
José Luis Rodríguez, né le 14 mars 1997 à Canelones, est un footballeur uruguayen qui évolue au poste d'arrière droit au Vasco da Gama.

## Biographie

### Carrière en club
Né à Canelones en Uruguay, José Luis Rodríguez est formé par le Danubio FC, où il commence sa carrière professionnelle. Il joue son premier match avec l'équipe première du club le 2 avril 2016.

### Carrière en sélection
Le 2 mars 2016, José Luis Rodríguez est convoqué pour la première fois avec l'équipe d'Uruguay des moins de 20 ans.
Le 10 novembre 2022, il est sélectionné par Diego Alonso pour participer à la Coupe du monde 2022.

## Palmarès

### Club Nacional
- Championnat d'Uruguay de football
  - Champion en 2022